# Ойер, Андре
Андре́ О́йер (нидерл. André Ooijerо файле, МФА: [ɑnˈdreˑ ˈoˑjər]; род. 11 июля 1974, Амстердам) — нидерландский футболист, завершивший игровую карьеру, защитник. Выступал за сборную Нидерландов.

## Биография

### Клубная карьера
Воспитанник футбольной школы «Аякса», профессиональную карьеру начал в 1994 году в клубе «Волендам», в 1995 году перешёл в «Роду», а в 1997 году в ПСВ, в составе которого впоследствии 5 раз становился чемпионом Нидерландов, выигрывал Кубок Нидерландов и участвовал в Лиге чемпионов. 23 августа 2006 года перешёл в «Блэкберн Роверс», который заплатил за его трансфер сумму в £ 2 млн. С новым клубом заключил двухлетний контракт с возможностью продления ещё на один год. Дебютировал в составе «Блэкберна» 27 августа 2006 года в матче против «Челси». В 2009 году вернулся в ПСВ, а спустя один сезон, подписал однолетний контракт с амстердамским «Аяксом». В составе клуба Андре дважды становился чемпионом страны, а 6 мая 2012 года провёл свой последний матч в карьере. Примечательно, что Ойер в последнем матче забил гол, тем самым установив новый рекорд Эредивизи, как самый возрастной футболист забивший гол (37 лет и 300 дней); ранее рекорд принадлежал Арнольду Мюрену.

### Сборная Нидерландов
За национальную сборную Нидерландов выступал с 1998 года, участвовал на чемпионате мира 1998 года. На чемпионат Европы 2000 года не был включён в состав команды в финальном турнире. Участвовал в отборочных матчах к чемпионату Европы 2004 года, но в состав в финальном турнире включён не был.
В финальной части чемпионата мира 2006 года сыграл 4 матча. Участник чемпионата Европы 2008 года. В четвертьфинале со сборной России непосредственно участвовал во всех трёх эпизодах, когда россияне забивали мячи в ворота голландцев. Сначала 33-летний Ойер неудачно выбил мяч в центр поля, после чего началась первая голевая атака россиян. В дополнительное время Андре не смог помешать Андрею Аршавину сделать навес на Дмитрия Торбинского, который забил второй мяч. И, наконец, именно от Ойера ушёл в штрафной голландцев Аршавин, когда забивал третий мяч. Ойер не покинул сборную после Евро-2008 и продолжил свои выступления за национальную команду под руководством нового тренера. Завершил карьеру в сборной после чемпионата мира 2010 года в ЮАР, где голландцы выиграли серебро (Ойер сыграл на турнире всего 1 матч).

## Достижения

### Как игрок
«Рода»
- Обладатель Кубка Нидерландов: 1997

ПСВ
- Чемпион Нидерландов (5): 1999/00, 2000/01, 2002/03, 2004/05, 2005/06
- Обладатель Кубка Нидерландов: 2005
- Обладатель Суперкубка Нидерландов (4): 1997, 1998, 2000, 2001, 2003

«Аякс»
- Чемпион Нидерландов (2): 2010/11, 2011/12

### Как тренер
ПСВ
- Обладатель Кубка Нидерландов: 2022/23
- Обладатель Суперкубка Нидерландов: 2025

## Статистика

### Список матчей за сборную
| Матчи Ойера за сборную Нидерландов | Матчи Ойера за сборную Нидерландов | Матчи Ойера за сборную Нидерландов | Матчи Ойера за сборную Нидерландов | Матчи Ойера за сборную Нидерландов | Матчи Ойера за сборную Нидерландов |
| ---------------------------------- | ---------------------------------- | ---------------------------------- | ---------------------------------- | ---------------------------------- | ---------------------------------- |
| №                                  | Дата                               | Оппонент                           | Счёт                               | Голы Ойера                         | Соревнование                       |
| 1                                  | 5 июня 1999                        | Бразилия                           | 2:2                                | —                                  | Товарищеский матч                  |
| 2                                  | 8 июня 1999                        | Бразилия                           | 1:3                                | —                                  | Товарищеский матч                  |
| 3                                  | 26 апреля 2000                     | Шотландия                          | 0:0                                | —                                  | Товарищеский матч                  |
| 4                                  | 27 мая 2000                        | Румыния                            | 2:1                                | —                                  | Товарищеский матч                  |
| 5                                  | 28 февраля 2001                    | Турция                             | 0:0                                | —                                  | Товарищеский матч                  |
| 6                                  | 27 марта 2002                      | Испания                            | 1:0                                | —                                  | Товарищеский матч                  |
| 7                                  | 19 мая 2002                        | США                                | 2:0                                | —                                  | Товарищеский матч                  |
| 8                                  | 30 апреля 2003                     | Португалия                         | 1:1                                | —                                  | Товарищеский матч                  |
| 9                                  | 20 августа 2003                    | Бельгия                            | 1:1                                | —                                  | Товарищеский матч                  |
| 10                                 | 10 сентября 2003                   | Чехия                              | 1:3                                | —                                  | Чемпионат Европы 2004 (отбор)      |
| 11                                 | 11 октября 2003                    | Молдова                            | 5:0                                | —                                  | Чемпионат Европы 2004 (отбор)      |
| 12                                 | 15 ноября 2003                     | Шотландия                          | 0:1                                | —                                  | Чемпионат Европы 2004 (отбор)      |
| 13                                 | 19 ноября 2003                     | Шотландия                          | 6:0                                | 1                                  | Чемпионат Европы 2004 (отбор)      |
| 14                                 | 3 сентября 2004                    | Лихтенштейн                        | 3:0                                | 1                                  | Товарищеский матч                  |
| 15                                 | 8 сентября 2004                    | Чехия                              | 2:0                                | —                                  | Чемпионат мира 2006 (отбор)        |
| 16                                 | 17 ноября 2004                     | Андорра                            | 3:0                                | —                                  | Чемпионат мира 2006 (отбор)        |
| 17                                 | 12 ноября 2005                     | Италия                             | 1:3                                | —                                  | Товарищеский матч                  |
| 18                                 | 27 мая 2006                        | Камерун                            | 1:0                                | —                                  | Товарищеский матч                  |
| 19                                 | 4 июня 2006                        | Австралия                          | 1:1                                | —                                  | Товарищеский матч                  |
| 20                                 | 11 июня 2006                       | Сербия и Черногория                | 1:0                                | —                                  | Чемпионат мира 2006                |
| 21                                 | 16 июня 2006                       | Кот-д’Ивуар                        | 2:1                                | —                                  | Чемпионат мира 2006                |
| 22                                 | 21 июня 2006                       | Аргентина                          | 0:0                                | —                                  | Чемпионат мира 2006                |
| 23                                 | 25 июня 2006                       | Португалия                         | 0:1                                | —                                  | Чемпионат мира 2006                |
| 24                                 | 16 августа 2006                    | Ирландия                           | 4:0                                | —                                  | Товарищеский матч                  |
| 25                                 | 2 сентября 2006                    | Люксембург                         | 1:0                                | —                                  | Чемпионат Европы 2008 (отбор)      |
| 26                                 | 6 сентября 2006                    | Беларусь                           | 3:0                                | —                                  | Чемпионат Европы 2008 (отбор)      |
| 27                                 | 7 октября 2006                     | Болгария                           | 1:1                                | —                                  | Чемпионат Европы 2008 (отбор)      |
| 28                                 | 11 октября 2006                    | Албания                            | 2:1                                | —                                  | Чемпионат Европы 2008 (отбор)      |
| 29                                 | 15 ноября 2006                     | Англия                             | 1:1                                | —                                  | Товарищеский матч                  |
| 30                                 | 12 сентября 2007                   | Албания                            | 1:0                                | —                                  | Чемпионат Европы 2008 (отбор)      |
| 31                                 | 13 октября 2007                    | Румыния                            | 0:1                                | —                                  | Чемпионат Европы 2008 (отбор)      |
| 32                                 | 17 октября 2007                    | Словения                           | 2:0                                | —                                  | Чемпионат Европы 2008 (отбор)      |
| 33                                 | 21 ноября 2007                     | Беларусь                           | 1:2                                | —                                  | Чемпионат Европы 2008 (отбор)      |
| 34                                 | 26 марта 2008                      | Австрия                            | 4:3                                | —                                  | Товарищеский матч                  |
| 35                                 | 24 мая 2008                        | Украина                            | 3:0                                | —                                  | Товарищеский матч                  |
| 36                                 | 29 мая 2008                        | Дания                              | 1:1                                | —                                  | Товарищеский матч                  |
| 37                                 | 1 июня 2008                        | Уэльс                              | 2:0                                | —                                  | Товарищеский матч                  |
| 38                                 | 9 июня 2008                        | Италия                             | 3:0                                | —                                  | Чемпионат Европы 2008              |
| 39                                 | 13 июня 2008                       | Франция                            | 4:1                                | —                                  | Чемпионат Европы 2008              |
| 40                                 | 21 июня 2008                       | Россия                             | 1:3                                | —                                  | Чемпионат Европы 2008              |
| 41                                 | 20 августа 2008                    | Россия                             | 1:1                                | —                                  | Товарищеский матч                  |
| 42                                 | 6 сентября 2008                    | Австралия                          | 1:2                                | —                                  | Товарищеский матч                  |
| 43                                 | 10 сентября 2008                   | Македония                          | 2:1                                | —                                  | Чемпионат мира 2010 (отбор)        |
| 44                                 | 11 октября 2008                    | Исландия                           | 2:0                                | —                                  | Чемпионат мира 2010 (отбор)        |
| 45                                 | 15 октября 2008                    | Норвегия                           | 1:0                                | —                                  | Чемпионат мира 2010 (отбор)        |
| 46                                 | 19 ноября 2008                     | Швеция                             | 3:1                                | —                                  | Товарищеский матч                  |
| 47                                 | 11 февраля 2009                    | Тунис                              | 1:1                                | —                                  | Товарищеский матч                  |
| 48                                 | 28 марта 2009                      | Шотландия                          | 3:0                                | —                                  | Чемпионат мира 2010 (отбор)        |
| 49                                 | 1 апреля 2009                      | Македония                          | 4:0                                | —                                  | Чемпионат мира 2010 (отбор)        |
| 50                                 | 6 июня 2009                        | Исландия                           | 2:1                                | —                                  | Чемпионат мира 2010 (отбор)        |
| 51                                 | 10 июня 2009                       | Норвегия                           | 2:0                                | 1                                  | Чемпионат мира 2010 (отбор)        |
| 52                                 | 12 августа 2009                    | Англия                             | 2:2                                | —                                  | Товарищеский матч                  |
| 53                                 | 9 сентября 2009                    | Шотландия                          | 1:0                                | —                                  | Чемпионат мира 2010 (отбор)        |
| 54                                 | 5 июня 2010                        | Венгрия                            | 6:1                                | —                                  | Товарищеский матч                  |
| 55                                 | 2 июля 2010                        | Бразилия                           | 2:1                                | —                                  | Чемпионат мира 2010                |

Итого: 55 матчей / 3 гола; 33 победы, 13 ничьих, 9 поражений.